# Muhammad Asad
Muhammad Asad, in arabo محمد أسد, nato Leopold Weiss (Leopoli, 12 luglio 1900 – Mijas, 20 febbraio 1992), è stato un giornalista e scrittore austriaco naturalizzato pakistano.
È stato tra i principali influenti islamici europei nel ventesimo secolo. Si convertì all'Islam dall'Ebraismo nel 1926. Nel 1947 acquisì la cittadinanza pakistana. Nel mondo occidentale è conosciuto per i suoi libri The Road to Mecca (1954) e The Message of The Qur'an (1980), quest'ultimo una traduzione in lingua inglese con interpretazioni e commenti del Corano.